# Mayke
Mayke Rocha Oliveira, genannt Mayke, (* 10. November 1992 in Carangola, MG) ist ein brasilianischer Fußballspieler.

## Karriere
Mayke begann seine Karriere 2010 bei seinem Jugendverein Cruzeiro EC und spielte dort auf der Rechtsaußenposition in der Abwehr. Er schaffte es 2013 den Sprung in das Erstligateam von Cruzeiro. Im selben Jahr gewann er mit diesem die brasilianische Meisterschaft und wurde am Ende als bester Rechtsaußen der Saison geehrt. Sein erstes Spiel in der Série A bestritt Mayke am 6. Juni 2013, dem vierten Spieltag der Saison. Im Heimspiel gegen Corinthians São Paulo wurde Mayke in der 10. Minute für Marcos Ceará eingewechselt. In derselben Saison erzielte der Spieler auch seinen ersten Ligatreffer. Am 15. Spieltag, dem 15. Spieltag, erzielte er nach Vorlage von Éverton Ribeiro in der 59. Minute das zwischenzeitliche 2:0 gegen den EC Vitória (Entstand-5:1). In dem Heimspiel stand Mayke in der Startelf. In der Folgesaison 2014 gab Mayke sein Debüt auf internationaler Klubebene. In der Copa Libertadores 2014 traf Cruzeiro am 10. April 2014 auf Real Garcilaso aus Peru.
Obwohl Mayke in der Saison 2016 wegen einer langwierigen Verletzung nur wenig Spiele bestritt, verlängerte Cruzeiro im Mai 2017 den bis Dezember 2018 laufenden Vertrag bis Ende 2020. Noch im selben Monat wurde bekannt, dass Mayke im Zuge des Wechsels von Rafael Marques Mariano von der SE Palmeiras zu Cruzeiro, an Palmeiras bis zum Jahresendes 2018 ausgeliehen wird. Kurz vor Saisonende 2018 wurde bekannt, dass Palmeiras den Spieler ab der Saison 2019 von Cruzeiro gekauft hat. Der Kontrakt erhielt eine Laufzeit über fünf Jahre. Die Ablösesumme wurde nicht bekannt. Sie soll sich auf 17,5 Millionen Real belaufen haben. Am Ende der Saison wurde Mayke zum dritten Mal brasilianischer Meister, nachdem ihm dieses bereits 2013 und 14 mit Cruzeiro gelang. Mit der Copa Libertadores 2020 gewann Mayke im Januar 2021 den wichtigsten südamerikanischen Klubtitel. Dem schloss sich Anfang März 2021 die Copa do Brasil 2020 an. Im Dezember 2021 konnte der Titel in der Copa Libertadores verteidigt werden. Nach dem Sieg in der Staatsmeisterschaft 2022, konnte Mayke mit Palmeiras im November deren elften nationalen Meistertitel feiern. Dieser Erfolg konnte 2023 wiederholt werden.

## Erfolge
Cruzeiro
- Campeonato Brasileiro de Futebol U-20: 2010, 2012
- Campeonato Brasileiro de Futebol: 2013, 2014
- Staatsmeisterschaft von Minas Gerais: 2014

Palmeiras
- Campeonato Brasileiro de Futebol: 2018, 2022, 2023
- Copa Libertadores: 2020, 2021
- Copa do Brasil: 2020
- Recopa Sudamericana: 2022
- Staatsmeisterschaft von São Paulo: 2022, 2023, 2024
- Supercopa do Brasil: 2023

## Auszeichnungen
- Bola de Prata: 2013, 2018, 2023
- Prêmio Craque do Brasileirão: Mannschaft des Jahres 2018